# Ósip Baranetski
Ósip (Iósif) Vasílievich Baranetski (en ruso: О́сип (Ио́сиф) Васи́льевич Баране́цкий; Grodno, 1843 – Kiev, 6 de abril de 1905) fue un botánico, micólogo, fisiólogo vegetal, liquenólogo, y taxónomo bielorruso-ruso.
En 1868, se graduó en historia natural por la Universidad de San Petersburgo, y en 1873 es profesor de botánica de la Universidad de Kiev. En 1903, decano de la Facultad de Física y Matemática. En 1879, autor de "Курс батанікі для студэнтаў медыцынскіх факультэтаў" ("Curso de botánica para estudiantes de medicina").
Desde mediados de la década de 1880, trabajó principalmente en la anatomía de las plantas, estudiando el engrosamiento de las paredes del tejido del parénquima.
Creó y perfeccionó algunos dispositivos fisiológicos (osmómetro).

## Algunas publicaciones
- 1867. Zur Entwickelungsgeschichte der Gonidien und Zoosporenbildung der Flechten (historia evolutiva de la gonidia y zoosporas formación de líquenes). Mémoires de l’Académie Imp. des Sc. de St.-Pétersbourg, 7.ª serie 11 (9)

- 1868. О самостоятельной жизни гонидиев лишаев (Acerca de herpes). Actas del Congreso de Naturalistas rusas, 28 dic. 1867 — 4 de enero de 1868 Dтo. Bотánicа. Spb.

- 1870. Исследования над диосмосом по отношению его к растениям (Estudios sobre su diosmosom respecto a las plantas). Spb. Tesis de maestría

- 1872. О периодичности «Плача» травянистых растений и причинах этой периодичности (Sobre la periodicidad de la gutación de plantas y las causas de su periodicidad en herbáceas occidentales). Spb. Tesis doctoral

- 1876. Influence de la lumière sur les plasmodia des Myxomycètes. Mém. soc. des Sc. natur. de Cherbourg XIX

- 1878. Die stärkeumbildenden Fermente in den Pflanzen

- 1896. Образование постоянных тканей в вегетационных верхушках однодольных растений (Tejidos vegetativos permanentes en brotes de monocotiledóneas). Zap. Kiev de la Sociedad de Naturalistas 15: 623—674

## Honores
- 1897: miembro Correspondiente de la Academia de Ciencias de San Petersburgo
- La abreviatura «Baran.» se emplea para indicar a Ósip Baranetski como autoridad en la descripción y clasificación científica de los vegetales.[5]